# Cherax peknyi
Cherax peknyi е вид десетоного от семейство Parastacidae.

## Разпространение и местообитание
Видът е разпространен в Папуа Нова Гвинея.
Обитава сладководни басейни, реки и потоци.